# توماس ميليان
توماس ميليان (بالإنجليزية: Tomas Milian)‏ (و. 1933 – 2017 م) هو ممثل أفلام، وممثل تلفزي، وكاتب سيناريو، ومغني، وممثل مسرحي، ومؤدي أصوات من الولايات المتحدة، وكوبا، ولد في هافانا، توفي في ميامي، عن عمر يناهز 84 عاماً، بسبب سكتة.

## وصلات خارجية
- توماس ميليان على موقع IMDb (الإنجليزية)
- توماس ميليان على موقع روتن توميتوز (الإنجليزية)
- توماس ميليان على موقع ألو سيني (الفرنسية)
- توماس ميليان على موقع ميوزك برينز (الإنجليزية)
- توماس ميليان على موقع أول موفي (الإنجليزية)
- توماس ميليان على موقع قاعدة بيانات الأفلام السويدية (السويدية)
- توماس ميليان على موقع إن إن دي بي (الإنجليزية)
- توماس ميليان على موقع أول ميوزيك (الإنجليزية)
- توماس ميليان على موقع ديسكوغز (الإنجليزية)
- توماس ميليان على موقع قاعدة بيانات الفيلم (الإنجليزية)